# Okular (programvara)
Okular är en dokumentvisare för skrivbordsmiljön KDE SC 4 (även om det inte kräver hela KDE för att fungera). Programmet startades 2005 som ett projekt för Google Summer of Code och är baserat på KPDF. Okular har ersatt programmen KPDF, KGhostView, KFax, KFaxview och KDVI i KDE 4.
Programmet innehåller bland annat funktioner för att skriva anteckningar, markera och rita linjer, lägga till textrutor och läsa upp texten med Jovie.

## Stöd av filformat
Programmet stöder följande format:
- Portable Document Format (PDF) med Poppler back-end
- PostScript - med libspectre backend
- Tagged Image File Format (TIFF) med libTIFF back-end
- Microsoft Compiled HTML Help (CHM) med libCHM back-end
- DjVu med DjVuLibre back-end
- Device independent file format (DVI)
- XML Paper Specification (XPS)
- OpenDocument format (ODF) (endast OpenDocument-Text)
- FictionBook
- ComicBook
- Plucker
- EPUB
- Mobipocket
- Olika bildformat såsom JPG